# Desseling
Desseling là một xã trong vùng Grand Est, thuộc tỉnh Moselle, quận Sarrebourg, tổng Fénétrange. Tọa độ địa lý của xã là 48° 47' vĩ độ bắc, 06° 50' kinh độ đông. Desseling nằm trên độ cao trung bình là 230 mét trên mực nước biển, có điểm thấp nhất là 213 mét và điểm cao nhất là 272 mét. Xã có diện tích 5,05 km², dân số vào thời điểm 1999 là 106 người; mật độ dân số là 20 người/km². Xã nằm khoảng 16 km phía tây-bắc của Sarrebourg. Desseling thuộc Pháp từ năm 1766.

## Thông tin nhân khẩu
| 1962 | 1968 | 1975 | 1982 | 1990 | 1999 |
| ---- | ---- | ---- | ---- | ---- | ---- |
| 83   | 92   | 87   | 81   | 74   | 106  |